# Bistum Viborg
Das Bistum Viborg (dänisch: Viborg stift) ist ein Bistum der evangelisch-lutherischen Dänischen Volkskirche.
Das Bistum umfasst einen Teil der nördlichen Hälfte des dänischen Festlandes (Jütland). Zum 1. Januar 2017 gehörten 355.691 Bewohner zur Dänischen Volkskirche, was einem Anteil von 85,2 Prozent der Bevölkerung entspricht.
Henrik Stubkjær ist seit 2014 Bischof. Bischofskirche ist der Dom zu Viborg.

## Gliederung

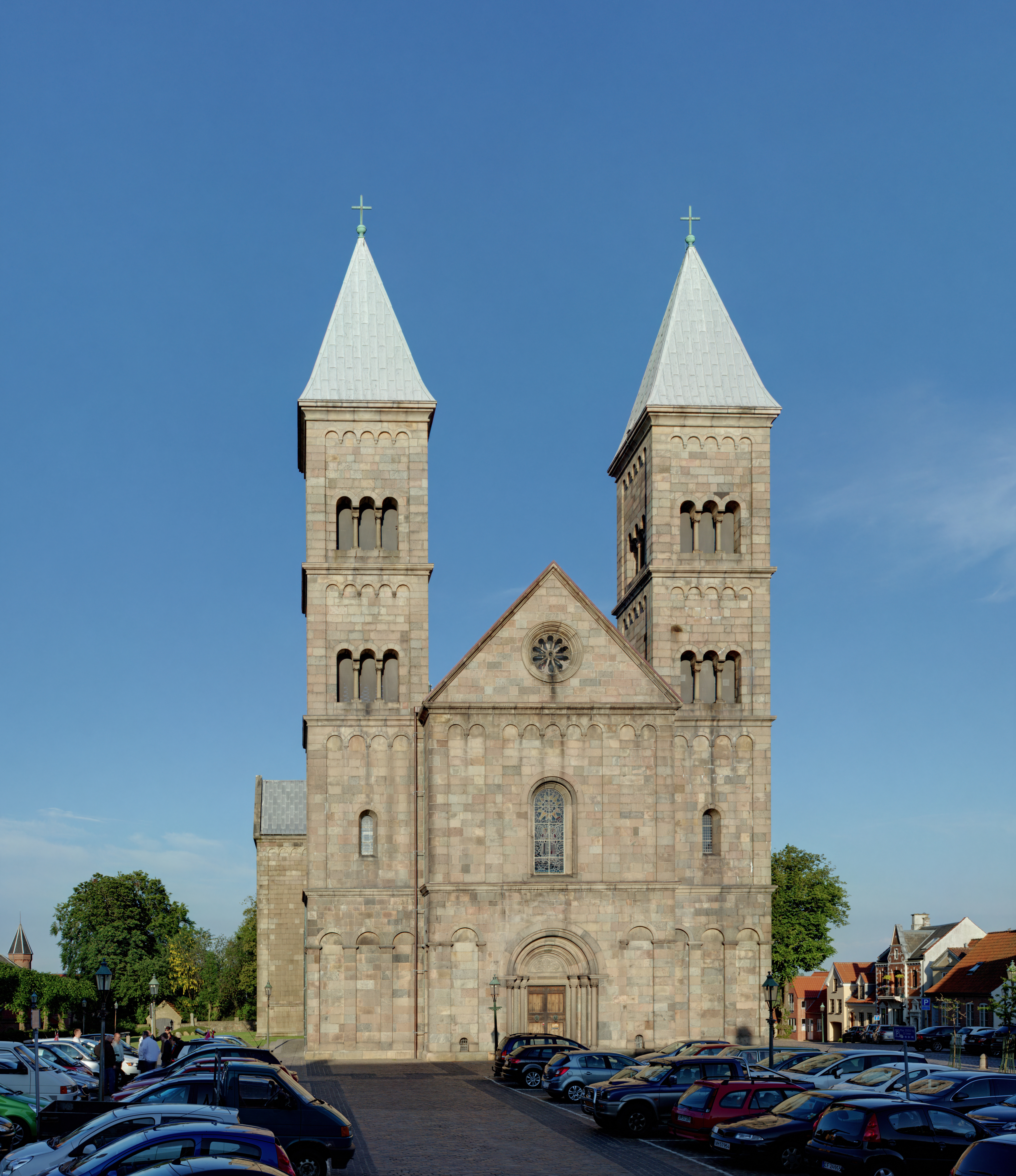
Dom zu Viborg

Das Bistum ist in 11 Propsteien aufgeteilt:
| - Viborg Domprovsti - Viborg Østre Provsti - Herning Nordre Provsti - Herning Søndre Provsti - Holstebro Provsti - Ikast-Brande Provsti | - Lemvig Provsti - Salling Provsti - Skive Provsti - Struer Provsti - Vesthimmerlands Provsti |

## Geschichte

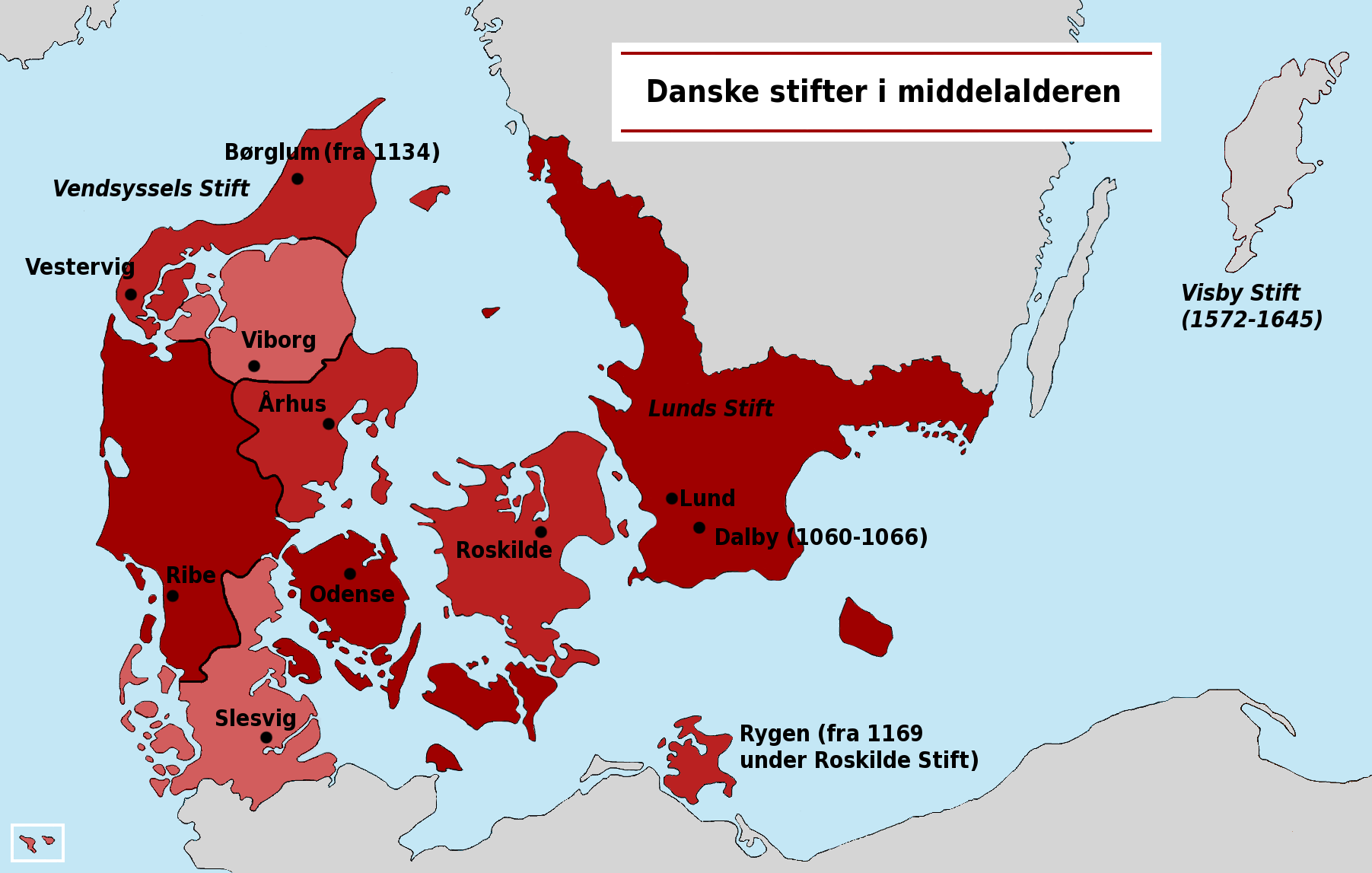
Dänische Bistümer im Mittelalter

Das Bistum Viborg wurde ca. 1065 durch Aufteilung des Bistums Ribe gegründet. Die erste steinerne Domkirche wurde 1125 bis um 1200 errichtet. Die Grabeskapelle des 1188 heiliggesprochenen Dompropstes Kjeld war im Mittelalter eine bedeutende Wallfahrtsstätte. In der Reformationszeit war Viborg eines der Zentren, von dem aus die neue Lehre Luthers sich im Lande ausbreitete. Hans Tausen konnte unter dem Schutz der Bürgerschaft schon 1525 evangelisch predigen und sehr bald durch eine Druckerpresse seine Schriften verbreiten. 1536 ließ König Christian III. den letzten römisch-katholischen Bischof Jørgen Friis ins Gefängnis sperren. 1537 wurde mit der Einführung von Jacob Schøning als Superintendent (erst später nahmen die Superintendenten den Bischofstitel wieder an) durch Johannes Bugenhagen die Umwandlung in ein evangelisches Bistum abgeschlossen.

## Bischöfe
| - ca. 1065–1095: Heribert - 1106–1112: Svend I. - 1112–1133: Eskil - 1133–1153: Svend II. - 1153–1191: Niels I. - 1222–1251: Gunner (1152–1251) - 1367–1396: Jacob Moltke - ?–1427: Lave Glob - 1438–1450: Thorleif Olafssøn - 1451–1478: Knud Mikkelsen - 1478–1498: Niels Glob - 1521–1536: Jørgen Friis (ca. 1494–1547) | 1. 1537–1549: Jacob Schøning (1490–1549) 2. 1549–1571: Kjeld Juel 3. 1571–1595: Peder Thøgersen (1532–1595) 4. 1617–1641: Hans Iversen Wandal (1579–1641) 5. 1661–1673: Peder Villadsen (1610–1673) 6. 1673–1693: Søren Glud (1621–1693) 7. 1693–1700: Henrik Gerner (1629–1700) 8. 1700–1713: Bartholomæus Deichman (1671–1731) 9. 1713–1720: Caspar Wildhagen (1664–1720) 10. 1720–1725: Søren Lintrup (1669–1731) 11. 1725–1735: Johannes Trellund (1669–1735) 12. 1735–1770: Andreas Wøldike (1687–1770) 13. 1770–1780: Christian Michael Rottbøll (1729–1780) 14. 1781–1805: Peder Tetens (1728–1805) 15. 1805–1830: Jens Bloch (1761–1830) 16. 1830–1854: Nicolaj Esmark Øllgaard (1775–1863) 17. 1854–1878: Otto Laub (1805–1882) 18. 1878–1901: Jørgen Swane (1821–1903) 19. 1901–1921: Alfred Sveistrup Poulsen (1854–1921) 20. 1921–1936: Johannes Gøtzsche (1866–1938) 21. 1936–1951: Axel Malmstrøm (1888–1951) 22. 1951–1968: Christian Baun (1898–1972) 23. 1968–1985: Johannes W. Jacobsen (1915–2003) 24. 1985–1996: Georg S. Geil (1930–1996) 25. 1996–2014: Karsten Nissen (* 1946) 26. 2014–heute: Henrik Stubkjær (* 1961) |